# Sant Vicenç de Montalt
Sant Vicenç de Montalt är en kommun i Spanien.   Den ligger i provinsen Província de Barcelona och regionen Katalonien, i den östra delen av landet, 500 km öster om huvudstaden Madrid. Antalet invånare är 5 878. Arean är 8,0 kvadratkilometer. Sant Vicenç de Montalt gränsar till Arenys de Munt, Arenys de Mar, Caldes d'Estrac, Sant Andreu de Llavaneres och Dosrius. 
Terrängen i Sant Vicenç de Montalt är platt åt sydost, men åt nordväst är den kuperad.